# Liotrachela megastyla
Liotrachela megastyla är en insektsart som beskrevs av Sigfrid Ingrisch 2002. Liotrachela megastyla ingår i släktet Liotrachela och familjen vårtbitare. Inga underarter finns listade i Catalogue of Life.